# (16150) Clinch
(16150) Clinch est un astéroïde de la ceinture principale.

## Description
(16150) Clinch est un astéroïde de la ceinture principale. Il fut découvert le 9 décembre 1999 à la station Anderson Mesa par le programme LONEOS. Il présente une orbite caractérisée par un demi-grand axe de 2,63 UA, une excentricité de 0,23 et une inclinaison de 14,5° par rapport à l'écliptique.

## Compléments